# Нуаду Нехт
Нуаду Нехт (ірл. Nuadu Necht) — Нуаду Чистий, Нуаду Нехт мак Сетна Сіхбак, верховний король Ірландії. Час правління: 64 — 63 до н. е. (згідно з «Історією Ірландії» Джеффрі Кітінга) або 111 — 110 до н. е. (відповідно до «Хроніки Чотирьох Майстрів»). Син Сетна Сіхбака (ірл. Sétna Sithbac). Нащадок Крімптанна Корскаха (ірл. Crimthann Coscrach) з Лайгіна. Прийшов до влади після вбивства свого попередника — Етерскела. Правив Ірландією всього півроку, після чого був вбитий сином Етескела — Конайре Мором. 

## Нуаду Нехт в літописах та легендах
Літопис «Книга захоплення Ірландії» відносить час його правління до часів римського імператора Октавіана Августа (27 р. до н. е. — 14 р н.е.) і описує його як сучасника таких легендарних регіональних ірландських королів і вождів як Конхобар мак Несса, Кайрбре Ніа Фер, Айліль мак Мата (ірл. Conchobar mac Nessa, Cairbre Nia Fer, Ailill mac Máta). Натомість Джеффрі Кітінг у своїй «Історії Ірландії» та «Хроніки Чотирьох Майстрів» наводять зовсім інші роки його правління і роблять сучасниками таких легендарних героїв як Ер, Орба, Ферон, Фергна (ірл. Ér, Orba, Ferón, Fergna). Нуаду Нехт згадується і в феніанському циклі скел (саг) як предок Фінна (Фіонна) мак Кумайла (ірл. Fionn mac Cumhaill). Син Нуаду Нехта став друїдом, відомим як Тадг мак Нуадат (ірл. Tadg mac Nuadat). Серед його нащадків Муйрне (ірл. Muirne) — мати Фінна. Легенди також його пов'язують з такими персонажами легенд як Нуада Айргетлам, Нехтан (ірл. Nuada Airgetlám, Nechtan), які належали до племені Дітей богині Дану. Також повідомляється в легендах, що він був батьком Баскіне (ірл. Bascine), того, хто був предком батька Фінна Кумала мак Тренмора (ірл. Cumhal mac Trenmor).